# Antoni Franz
Antoni Franz (ur. 26 stycznia 1905 we Lwowie, zm. 16 lipca 1965 w Gliwicach) – szermierz, trener, olimpijczyk z Berlina 1936.

## Życiorys

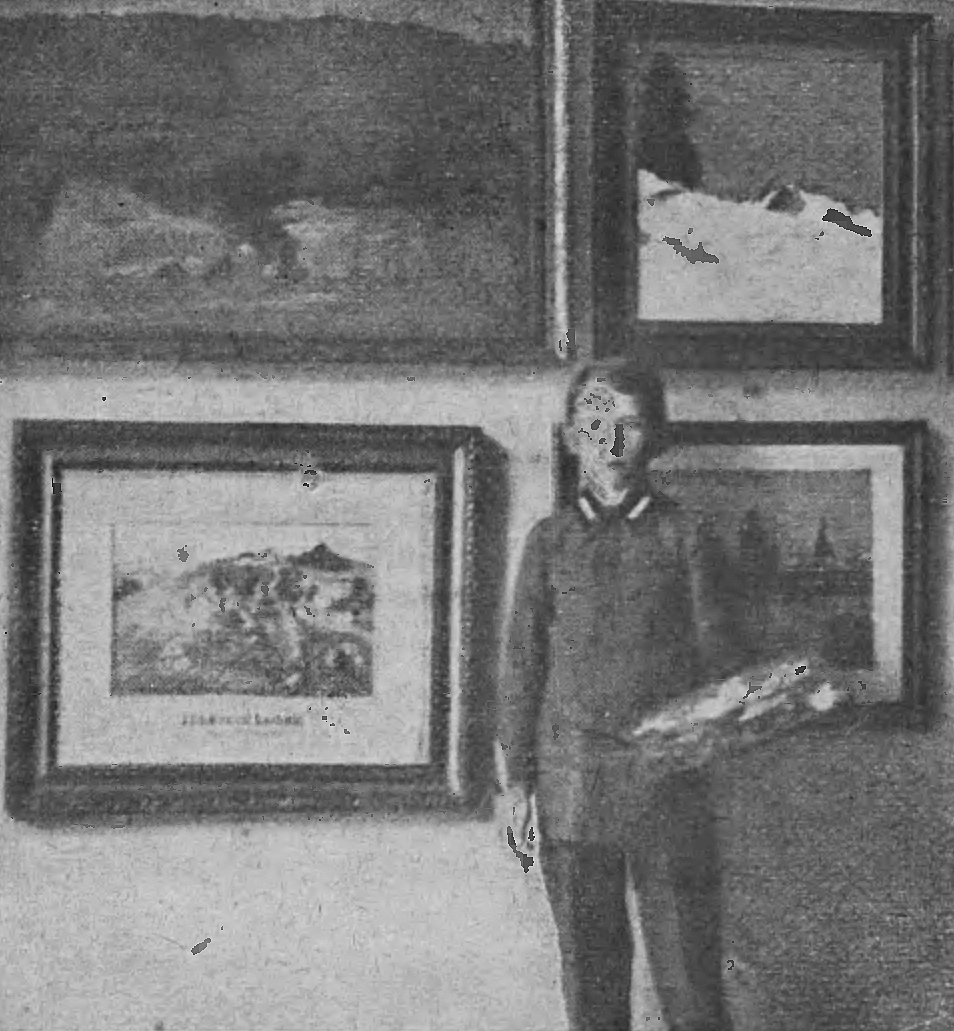
11-letni Antoni Franz na wystawie w Wiedniu przed swoim obrazem Zdobycie Lwowa

Urodził się 26 stycznia 1905 we Lwowie. Jego rodzicami byli Antoni i Paulina. Był uczniem szkoły realnej we Lwowie. Podczas I wojny światowej namalował obraz-akwarelę pt. Zdobycie Lwowa, przesłaną do komitetu „wystawy zbiorów sztuki funduszu inwalidów” w Wiedniu i tam wystawioną. Potem stworzył obraz pt. Ofenzywa pod Gorlicami.
Szermierkę zaczął uprawiać w okresie gimnazjalnym. W okresie międzywojennym reprezentował barwy Sokoła, Lwowski Klub Szermierczy i Pogoni Lwów.  W  1933 został drużynowym mistrzem Polski w szabli. W tym samym roku startował w mistrzostwach Europy Budapeszcie. W 1934 roku zdobył brązowy medal mistrzostw Polski w szpadzie. W 1936 zakwalifikował się do reprezentacji narodowej na igrzyska olimpijskie. W indywidualnym turnieju w szpadzie odpadł w eliminacjach, a w turnieju drużynowym zajął miejsca 5–8. Podczas II wojny światowej przebywał na Węgrzech.
Po wojnie osiadł w Gliwicach, gdzie po zakończeniu kariery zawodniczej został trenerem i propagatorem szermierki. W z jego inicjatywy w 1948 powstała sekcja szermiercza w Piaście Gliwice. Od 26 października 1947 do 12 grudnia 1948 był członkiem Polskiego Związku Szermierczego.  Od 1969 rozgrywany jest Memoriał Antoniego Franza w szermierce.

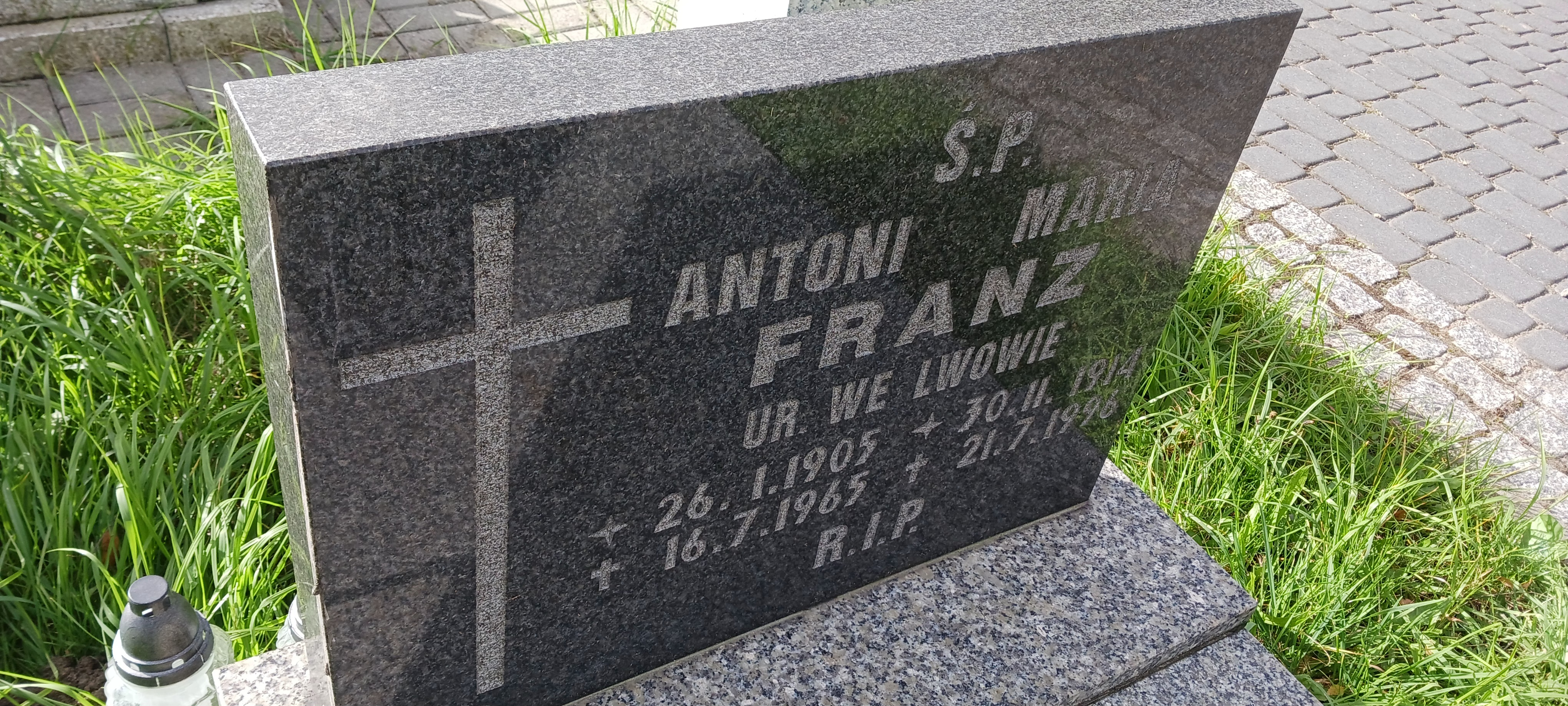
Grób olimpijczyka Antoniego Franza na cmentarzu centralnym w Gliwicach przy ul. Kozielskiej